# Durex
Durex es una marca usada para varios productos en todo el mundo aunque es reconocida principalmente como la marca de preservativos fabricados por la multinacional SSL International, con sede en el Reino Unido. Actualmente pertenece a Reckitt Benckiser.

## Denominación y mercado
El nombre fue licenciado en 1929 por The London Rubber Company, es un acrónimo de "Durability, Reliability, and Excellence" (en español, Durabilidad, fiabilidad, y excelencia).
Los preservativos Durex representan cerca de un cuarto de las ventas mundiales de los preservativos, fabricando cerca de mil millones de unidades en sus 17 fábricas en el mundo. El rango de ventas de Durex incluye nueve variedades de condones de látex y el condón Avanti, que es el primer condón de hombre hecho de poliuretano. Se aseguran así que la gente alérgica al látex pueda utilizar otro tipo de preservativo. El poliuretano impide que su usuario tenga una reacción alérgica, pero no es el mejor para prevenir las enfermedades de transmisión sexual.

## Historia
La London Rubber Company era una pequeña empresa fundada en Londres en 1915 por LA Jackson, un representante de artículos de peluquería, en una pequeña habitación detrás de un estanco, donde vendía preservativos que importaba de Alemania. El negocio de los preservativos comenzó a tener importancia en el Londres de principios de siglo y pronto la empresa empezó a incrementar sus ingresos. 
En 1929, la London Rubber Company registró la marca Durex, acrónimo formado a partir de la locución inglesa Durability, Reliability & Excellence (durabilidad, fiabilidad y excelencia), nombre que aunaba las cualidades que debía tener un preservativo. Todavía hoy existe la creencia popular de que el nombre Durex hace referencia a Durable Latex (látex duradero).
En 1932, Durex abrió su primera fábrica de preservativos en Hackney y se especializó en la producción de condones de látex. Con esta acción quedaba consolidado finalmente el negocio, y la creciente demanda hizo que la London Rubber Company pronto se convirtiera en una Sociedad Anónima. 
Con el estallido de la II Guerra Mundial cada vez se hizo más complicado el suministro de preservativos desde Alemania, hasta que finalmente se interrumpieron por completo en 1941. Ante esta situación, la London Rubber Company tuvo que expandirse para poder cubrir la gran demanda de condones Durex que recibía de las fuerzas armadas en combate. 
En 1950, la empresa pasó a ser de titularidad pública. Fue entonces cuando emprendió, gracias a la inyección de capital que este hecho supuso, un proceso de innovación tecnológica que habría de culminar con la automatización total del proceso de fabricación de profilácticos, siendo pionera en este aspecto. Con este nuevo sistema, se podía fabricar una mayor cantidad de preservativos Durex en mucho menos tiempo, y además se mejoró la técnica de fabricación de los mismos, lo cual permitía una mayor calidad final del producto. 
Avanzando en ese sentido, Durex fue la primera marca que, en el año 1953, desarrolló un sistema de testado electrónico de preservativos, introduciéndolo definitivamente en el proceso de fabricación de los mismos. En la actualidad este proceso constituye una de las principales garantías de la marca. En 1957, Durex lanzó en el Reino Unido el primer condón lubricado del mundo. Esta innovación acabaría siendo introducida por todas las marcas de profilácticos. 
En 1962 la London Rubber abrió su primera clínica de Planificación Familiar en el Reino Unido y los condones Durex comenzaron a estar disponibles a través del Sistema Nacional de Salud británico. La compra de Julius Schmid Inc. en 1963 fue la puerta de entrada al mercado americano. Al año siguiente, Durex consiguió pasar el estándar británico y además se puso en marcha el Servicio de Información Durex. La LRC lanzó también las primeras máquinas expendedoras de profilácticos. El primer gran contrato de suministro mediante este nuevo sistema llegaría en 1968, con una cervecería. Un año más tarde Durex lanzó el primer preservativo con forma anatómica. 
El negocio siguió creciendo durante toda la década de los 70, hasta convertirse en un objeto de venta habitual en pubs, tiendas de ultramarinos y supermercados de todo el mundo a principios de la década de los 80. Este fenómeno se vio, además, fomentado gracias al descubrimiento del SIDA y el VIH y de la protección que los preservativos brindan a la hora de evitar el contagio de dicha enfermedad, lo cual supuso, a su vez, un considerable aumento de las ventas. En 1982, Durex lanzó su primera campaña publicitaria mediante pósteres con el lema “Closer Encounters” (encuentros más cercanos), dos años más tarde ganó el Premio Cleo al Mejor Anuncio Impreso Internacional, gracias a su anuncio en el que aparecía una mujer embarazada. En 1987, Durex fue la primera marca que anunció preservativos en televisión. Paralelamente, el gobierno británico lanzó la campaña “Don’t die of ignorance” (no mueras de ignorancia). 
La década de los 90 estuvo plagada de éxitos para Durex. En 1994 lanzó su primera campaña de promoción y patrocinio a escala internacional a través de la MTV Europe, llegando con ella a más de 49 millones de jóvenes de 37 países. Al año siguiente puso en marcha su página web y además sus preservativos fueron los primeros en distribuirse con la marca de la Comunidad Europea. En 1996 puso a la venta el primer pack de preservativos de diferentes sabores, Durex Select, fruto de una investigación intensiva sobre los hábitos y comportamiento de los usuarios de profilácticos. Además, comenzó a funcionar otro sitio web de carácter científico para profesionales e investigadores con respuestas médicas frecuentemente actualizadas sobre contracepción y salud sexual. 
Durex comercializó en 1997 el primer preservativo de poliuretano, Durex Avanti. Este hecho fue revolucionario puesto que solucionaba el problema de muchos usuarios alérgicos al látex y además conseguía condones más finos que los primeros y que podían ser usados con lubricantes de base oleosa. En 1999, London International Group, conglomerado empresarial propietario de la London Rubber Company, se fusionó con Seton Scholl, formando así SSL International plc., a la que pertenece en la actualidad la marca Durex. En este mismo año, la empresa recién creada adquirió la marca de preservativos australiana Saturn, expandiendo así el mercado en dicho país. 
Durex acapara un cuarto del mercado mundial de profilácticos y fabrica 1000 millones de unidades al año en 17 factorías ubicadas en diversos lugares del mundo. En el año 2000, lanzó la forma “easy-on” (fácil de poner), que hace que sus condones sean más fáciles de poner y más cómodos de usar, y comenzó su expansión por Japón. En 2002 realizó en internet la primera Encuesta Global sobre Sexo, que le serviría para elaborar el Informe Durex anual, que se ha convertido en todo un referente en cuanto a datos sobre sexualidad y hábitos sexuales. 
En la actualidad, la marca Durex fue adquirida en el 2010 por la multinacional Reckitt Benckiser. Como es característico de esta empresa la innovación será el pilar fundamental para el futuro de la marca, con el propósito de incrementar sus ventas en un 30% han empezado una nueva campaña de marketing cambiando ligeramente el Logotipo y el nombre con el que comercializan sus productos.
A mediados de 2016, Josep Saura, director general de la empresa en España decidió cerrar varias fábricas dentro del país por el alto precio de la mano de obra, llevándose gran parte de la producción a países donde la mano de obra era más barata, como China, Taiwán o Indonesia.

## Productos
Actualmente es posible encontrar productos Durex en los cinco continentes. Entre sus productos se encuentra una amplia gama de preservativos masculinos de variados tipos: clásicos, sensitivos, extra resistentes, extra lubricados, con sabores (banana, chocolate y fresa), de colores, entre otros.
Además ha logrado gran éxito en las ventas de accesorios vibradores, existiendo anillos para hombres y estimuladores para mujeres.